# 塞姆河 (加尔唐普河支流)
46°08′42″N 01°07′12″E / 46.14500°N 1.12000°E

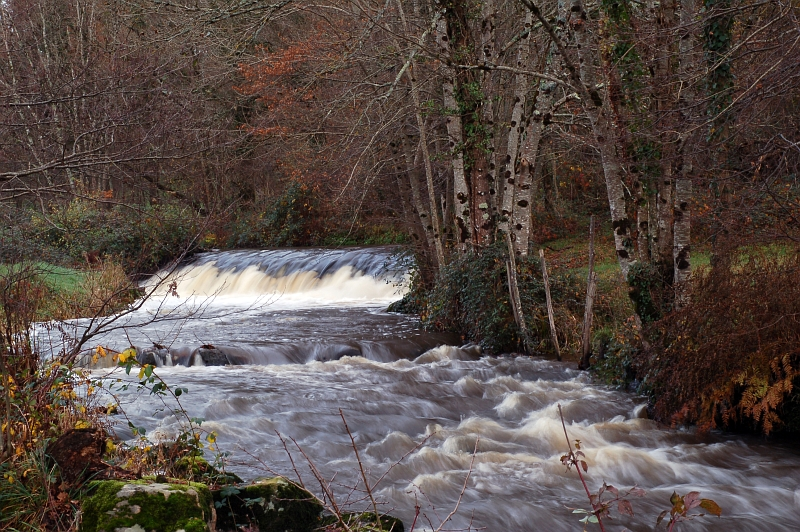

塞姆河（法語：Semme，法語發音：[sɛm]）是法國的河流，位於該國中部，河道全長50公里，流域面積177平方公里，平均流量每秒2立方米，發源自圣普列斯特拉弗耶，河口處在德鲁。

## 外部連結
- http://www.geoportail.fr（页面存档备份，存于）
- The Semme at the Sandre database